# Grand Prix automobile de Pau 1998
Le Grand Prix de Pau 1998, disputé le 1er juin 1998 sur le circuit de Pau-Ville, est la 6e épreuve du Championnat international de Formule 3000 1998. Il s'agit de la cinquante-huitième édition du Grand Prix de Pau.

## Contexte avant le Grand Prix
Le Grand Prix de Pau est disputé après la course de Monaco, organisée le même weekend que le Grand Prix automobile de Monaco 1998.

## Format
Lundi 1er juin
-  : Grand Prix de Pau (75 tours)

## Engagés
| Équipe                | Voiture           | no | Pilote                |
| --------------------- | ----------------- | -- | --------------------- |
| Super Nova Racing     | Lola T96/50-Zytek | 1  | Juan Pablo Montoya    |
| Super Nova Racing     | Lola T96/50-Zytek | 2  | Boris Derichebourg    |
| Den Blå Avis          | Lola T96/50-Zytek | 3  | Jason Watt            |
| Den Blå Avis          | Lola T96/50-Zytek | 4  | Gareth Rees           |
| Edenbridge Racing     | Lola T96/50-Zytek | 5  | Max Wilson            |
| Edenbridge Racing     | Lola T96/50-Zytek | 6  | Werner Lupberger (en) |
| DAMS                  | Lola T96/50-Zytek | 7  | Jamie Davies          |
| DAMS                  | Lola T96/50-Zytek | 8  | Grégoire de Galzain   |
| Auto Sport Racing     | Lola T96/50-Zytek | 10 | Oliver Martini        |
| Team Astromega        | Lola T96/50-Zytek | 11 | Gastón Mazzacane      |
| Team Astromega        | Lola T96/50-Zytek | 12 | Gonzalo Rodríguez     |
| Draco Engineering     | Lola T96/50-Zytek | 14 | Bruno Junqueira       |
| Draco Engineering     | Lola T96/50-Zytek | 15 | Giovanni Montanari    |
| Nordic Racing         | Lola T96/50-Zytek | 16 | Fabrice Walfisch      |
| Nordic Racing         | Lola T96/50-Zytek | 17 | Brian Smith           |
| Coloni Motorsport     | Lola T96/50-Zytek | 18 | Giorgio Vinella       |
| Coloni Motorsport     | Lola T96/50-Zytek | 19 | Rui Águas             |
| Durango Formula       | Lola T96/50-Zytek | 20 | Bertrand Godin        |
| Durango Formula       | Lola T96/50-Zytek | 21 | Soheil Ayari          |
| Arden Racing KTR      | Lola T96/50-Zytek | 22 | Christian Horner      |
| Arden Racing KTR      | Lola T96/50-Zytek | 23 | Kurt Mollekens        |
| Redman & Bright F3000 | Lola T96/50-Zytek | 25 | Mark Shaw             |
| Apomatox              | Lola T96/50-Zytek | 28 | Stéphane Sarrazin     |
| Apomatox              | Lola T96/50-Zytek | 29 | Marcelo Battistuzzi   |
| West Competition      | Lola T96/50-Zytek | 30 | Nick Heidfeld         |
| West Competition      | Lola T96/50-Zytek | 31 | Nicolas Minassian     |
| RTL Team Oreca        | Lola T96/50-Zytek | 32 | Alex Müller           |
| RTL Team Oreca        | Lola T96/50-Zytek | 33 | Dominik Schwager      |
| Prema Powerteam       | Lola T96/50-Zytek | 34 | André Couto           |
| Prema Powerteam       | Lola T96/50-Zytek | 35 | Paolo Ruberti         |
| GP Racing             | Lola T96/50-Zytek | 36 | Cyrille Sauvage       |
| G. S. Team            | Lola T96/50-Zytek | 38 | Fabrizio Gollin       |

## Course(s)

### Grille de départ
| 1re ligne | 2. Gonzalo Rodríguez ( Uruguay)             | 1. Juan Pablo Montoya ( Colombie) |
| 2e ligne  | 4. Boris Derichebourg ( France)             | 3. Soheil Ayari ( France)         |
| 3e ligne  | 6. Nick Heidfeld ( Allemagne)               | 5. Jason Watt ( Danemark)         |
| 4e ligne  | 8. Gareth Rees ( Royaume-Uni)               | 7. Max Wilson ( Brésil)           |
| 5e ligne  | 10. Cyrille Sauvage ( France)               | 9. Jamie Davies ( Royaume-Uni)    |
| 6e ligne  | 12. Bruno Junqueira ( Brésil)               | 11. Kurt Mollekens ( Belgique)    |
| 7e ligne  | 14. André Couto ( Portugal)                 | 13. Gaston Mazzacane ( Argentine) |
| 8e ligne  | 16. Stéphane Sarrazin ( France)             | 15. Paolo Ruberti ( Italie)       |
| 9e ligne  | 18. Werner Lupberger (en) ( Afrique du Sud) | 17. Rui Águas ( Portugal)         |
| 10e ligne | 20. Oliver Martini ( Italie)                | 19. Brian Smith ( Argentine)      |
| 11e ligne | 22. Alex Müller ( Allemagne)                | 21. Nicolas Minassian ( France)   |
| 12e ligne |                                             | 23. Giovanni Montanari ( Italie)  |

#### Classement
| Pos. | no | Pilote                | Écurie                | Voiture           | Tours | Temps/Abandon     | Grille |
| ---- | -- | --------------------- | --------------------- | ----------------- | ----- | ----------------- | ------ |
| 1    | 1  | Juan Pablo Montoya    | Super Nova Racing     | Lola T96/50-Zytek | 75    | 1 h 33 min 10 s   | 1      |
| 2    | 5  | Max Wilson            | Edenbridge Racing     | Lola T96/50-Zytek | 74    |                   | 7      |
| 3    | 30 | Nick Heidfeld         | West Competition      | Lola T96/50-Zytek | 74    |                   | 6      |
| 4    | 4  | Gareth Rees           | Den Blå Avis          | Lola T96/50-Zytek | 74    |                   | 8      |
| 5    | 23 | Kurt Mollekens        | Arden Racing KTR      | Lola T96/50-Zytek | 74    |                   | 11     |
| 6    | 34 | André Couto           | Prema Powerteam       | Lola T96/50-Zytek | 74    |                   | 14     |
| 7    | 31 | Nicolas Minassian     | West Competition      | Lola T96/50-Zytek | 74    |                   | 21     |
| 8    | 17 | Brian Smith           | Nordic Racing         | Lola T96/50-Zytek | 74    |                   | 19     |
| 9    | 11 | Gastón Mazzacane      | Team Astromega        | Lola T96/50-Zytek | 74    |                   | 13     |
| 10   | 10 | Oliver Martini        | Auto Sport Racing     | Lola T96/50-Zytek | 73    |                   | 20     |
| 11   | 32 | Alex Müller           | RTL Team Oreca        | Lola T96/50-Zytek | 61    | Pompe à essence   | 22     |
| 12   | 35 | Paolo Ruberti         | Prema Powerteam       | Lola T96/50-Zytek | 59    | Accident          | 15     |
| 13   | 3  | Jason Watt            | Den Blå Avis          | Lola T96/50-Zytek | 41    | Accident          | 5      |
| 14   | 6  | Werner Lupberger (en) | Edenbridge Motorsport | Lola T96/50-Zytek | 24    | Accident          | 18     |
| 15   | 21 | Soheil Ayari          | Nordic Racing         | Lola T96/50-Zytek | 17    | Accident          | 3      |
| 16   | 14 | Bruno Junqueira       | Draco Engineering     | Lola T96/50-Zytek | 10    | Accident          | 12     |
| 17   | 28 | Stéphane Sarrazin     | Apomatox              | Lola T96/50-Zytek | 10    | Accident          | 16     |
| 18   | 7  | Jamie Davies          | DAMS                  | Lola T96/50-Zytek | 3     | Boite de vitesses | 9      |
| 19   | 15 | Giovanni Montanari    | Draco Engineering     | Lola T96/50-Zytek | 3     | Accident          | 23     |
| 20   | 19 | Rui Águas             | Coloni Motorsport     | Lola T96/50-Zytek | 3     | Accident          | 17     |
| 21   | 12 | Gonzalo Rodriguez     | Team Astromega        | Lola T96/50-Zytek | 1     | Accident          | 2      |
| 22   | 36 | Cyrille Sauvage       | GP Racing             | Lola T96/50-Zytek | 1     | Embrayage         | 10     |
| 23   | 2  | Boris Derichebourg    | Super Nova Racing     | Lola T96/50-Zytek | 0     | Accident          | 4      |

- Légende: Ab.=Abandon - Dsq.=Disqualifié - Np.=Non partant.

## Courses supports
| Manche | Pilote             | Voiture                | Championnat                              | Saison |
| ------ | ------------------ | ---------------------- | ---------------------------------------- | ------ |
| C11    | David Saelens      | Dallara F396-Renault   | Championnat de France de Formule 3       | Saison |
| C12    | David Saelens      | Dallara F396-Renault   | Championnat de France de Formule 3       | Saison |
| C7     | Ryo Fukuda         | Martini MK 78-Renault  | Championnat de France de Formule Renault | Saison |
| C9     | Eric Cayrolle      | BMW 320i               | Championnat de France de Supertourisme   | Saison |
| C10    | Eric Cayrolle      | BMW 320i               | Championnat de France de Supertourisme   | Saison |
| C5     | Patrick Friesacher | Formule Campus-Renault | Formule Campus Renault Elf               | Saison |
| C7     | Anthony Gheza      | Mygale SJ 98-Ford      | Championnat de France de Formule Ford    | Saison |
| C4     | Jean-Marie Clairet | Citroën Saxo Cup       | Citroën Saxo Cup                         | Saison |
| C6     | Alain Gaunot       | Renault Mégane Cup     | Coupe de France Renault Mégane           | Saison |
| C4     | Arnaud Gomez       | Exess-Suzuki           | Formule France                           | Saison |